# Mizuki Noguchi
Mizuki Noguchi (Japans: 野口みずき, Noguchi Mizuki) (Kanagawa, 3 juli 1978) is een Japanse langafstandsloopster, die is gespecialiseerd in de halve marathon en de marathon. Bij de marathon werd ze olympisch kampioene en Japanse kampioene. Ze behoort tot de tien snelste vrouwen aller tijden op de marathon (peildatum oktober 2018).

## Biografie

### Start atletiekloopbaan
Noguchi is geboren in Kanagawa, maar groeide op in de stad Ise in de prefectuur Mie. Ze begon met veldlopen tijdens haar schooltijd.
Noguchi won in 1999 de halve marathon van Inuyama. Hierna besloot ze zich te specialiseren in dit onderdeel. In dat jaar stond Noguchi tweede op de wereldranglijst.
In 2001 won ze het Japanse bedrijvenkampioenschap. Na een serie van overwinningen kreeg Mizuki Noguchi de bijnaam Koningin van de halve marathons. In maart 2002 maakte ze in Nagoya haar marathondebuut, een wedstrijd die ze gelijk won. In 2003 werd ze op de wereldkampioenschappen in Parijs tweede op de marathon achter de Keniaaanse Catherine Ndereba. Dit jaar won ze ook de marathon van Osaka.

### Olympisch kampioene
Tot 2004 deed Noguchi 24 halve marathons, waarvan ze er veertien won. Slechts tweemaal werd Noguchi door een andere Japanse atlete verslagen. Op de Olympische Spelen van Athene in 2004 won ze de marathon in een tijd van 2:26.20, voor de Keniaanse Catherine Ndereba en de Amerikaanse Deena Kastor.
Op 25 september 2005 snelde Mizuki Noguchi bij de marathon van Berlijn met een verbijsterende voorsprong van ruim acht minuten naar de overwinning. Zij won hiermee $84,285 aan prijzengeld. Met haar tijd van 2:19.12 werd zij de derde marathonloopster aller tijden. Momenteel is ze de zesde (peildatum oktober 2017) snelste vrouw aller tijden. Onderweg brak ze het wereldrecord op de 25 km en de 30 km, in tussentijden van 1:22.13 en 1:38.49. Slechts de Britse Paula Radcliffe en de Keniaanse Catherine Ndereba waren ooit sneller dan de olympisch kampioene. Haar finishtijd betekende bovendien een nieuw Aziatisch record. Noguchi is na Naoko Takahashi en Yoko Shibui de derde Japanse die onder de 2:20 liep. De race in Berlijn leverde Mizuki Noguchi trouwens tevens de Abebe Bikila Award op, een prijs die jaarlijks wordt uitgereikt aan degene met de beste bijdrage aan het lange afstandslopen in het betreffende jaar.
Op 13 mei 2007 won Noguchi de halve marathon van Sendai in 1:08.54.

## Titels
- Olympisch kampioene marathon - 2004
- Japans kampioene marathon - 2003

## Persoonlijke records
Baan
| Onderdeel | Prestatie | Datum         | Plaats    |
| --------- | --------- | ------------- | --------- |
| 5000 m    | 15.30,04  | 16 juni 2007  | Amagasaki |
| 10.000 m  | 31.21,03  | 25 april 2004 | Kobe      |

Weg
| Onderdeel      | Prestatie           | Datum             | Plaats   |
| -------------- | ------------------- | ----------------- | -------- |
| 10 km          | 31.25               | 5 februari 2006   | Marugame |
| 15 km          | 47.56               | 5 februari 2006   | Marugame |
| 20 km          | 1:04.09             | 5 februari 2006   | Marugame |
| halve marathon | 1:07.43             | 5 februari 2006   | Marugame |
| 25 km          | 1:22.13 (ex-WR; AR) | 25 september 2005 | Berlijn  |
| 30 km          | 1:38.49 (ex-WR; AR) | 25 september 2005 | Berlijn  |
| marathon       | 2:19.12 (AR)        | 25 september 2005 | Berlijn  |

## Palmares

### 10.000 m
- 2001:  Japanse kamp. - 31.51,13
- 2001: 13e WK - 32.19,94
- 2003: 5e Japanse. kamp. - 31.59,28

### 10 km
- 1997:  Kobe - 33.40
- 1997:  Okayama - 33.17
- 2001:  Denver  - 32.56

### 15 km
- 2011: 5e Zevenheuvelenloop - 50.25

### halve marathon
- 1999:  halve marathon van Inuyama - 1:10.16
- 1999:  halve marathon van Matsue - 1:11.56
- 1999:  halve marathon van Sapporo - 1:10.01
- 1999:  halve marathon van Shibetsu - 1:15.19
- 1999:  WK in Palermo - 1:09.12
- 1999:  halve marathon van Nagoya - 1:08.30
- 2000:  halve marathon van Sapporo - 1:10.36
- 2000:  halve marathon van Shibetsu - 1:13.26
- 2000: 4e WK in Veracruz - 1:11.11
- 2000:  halve marathon van Okayama - 1:09.44
- 2001:  halve marathon van Yamaguchi - 1:08.45
- 2001:  Oost-Aziatische Spelen in Osaka - 1:11.18
- 2001:  halve marathon van Sapporo - 1:09.52
- 2001: 4e WK in Bristol - 1:08.23
- 2001:  halve marathon van Nagoya - 1:08.28
- 2002:  halve marathon van Miyazaki - 1:08.22
- 2002: 9e WK in Brussel - 1:09.43
- 2002:  halve marathon van Abashiri - 1:09.49
- 2002:  Great Scottish Run - 1:10.05,5
- 2002:  halve marathon van Nagoya - 1:09.38
- 2003:  halve marathon van Yamaguchi - 1:08.29
- 2003:  halve marathon van Kobe - 1:09.52
- 2003:  halve marathon van Okayama - 1:10.04
- 2004:  halve marathon van Miyazaki - 1:07.47
- 2005:  halve marathon van Sapporo - 1:09.46
- 2006:  halve marathon van Marugame - 1:07.43
- 2006:  halve marathon van Yamaguchi - 1:08.49
- 2006:  halve marathon van Sapporo - 1:08.14
- 2006:  halve marathon van Shanghai - 1:09.03
- 2007:  halve marathon van Miyazaki - 1:08.30
- 2007:  halve marathon van Sendai - 1:08.54
- 2007:  halve marathon van Sapporo - 1:08.22
- 2008:  halve marathon van Sendai - 1:08.25
- 2011: 5e halve marathon van Okayama - 1:10.48
- 2012: 4e halve marathon van Lissabon - 1:12.20
- 2013:  halve marathon van Sendai - 1:10.36

### 30 km
- 2004:  30 km van Ome - 1:39.09

### marathon
- 2002:  marathon van Nagoya - 2:25.35
- 2003:  marathon van Osaka - 2:21.18
- 2003:  WK in Parijs - 2:24.13
- 2004:  OS in Athene - 2:26.20
- 2005:  marathon van Berlijn - 2:19.12
- 2007:  marathon van Tokio - 2:21.37
- 2012: 6e marathon van Nagoya - 2:25.33
- 2013:  marathon van Nagoya - 2:24.05
- 2013: DNF WK in Moskou
- 2016: 23e marathon van Nagoya - 2:33.54

### veldlopen
- 2000: 26e WK (lange afstand) - 27.30
- 2000: 59e WK (korte afstand) - 13.52

## Onderscheidingen
- Abebe Bikila Award - 2005

1984: Joan Benoit ·
1988: Rosa Mota ·
1992: Valentina Jegorova ·
1996: Fatuma Roba ·
2000: Naoko Takahashi ·
2004: Mizuki Noguchi ·
2008: Constantina Diță ·
2012: Tiki Gelana ·
2016: Jemima Sumgong ·
2020: Peres Chepchirchir ·
2024: Sifan Hassan